# Wuhan Football Club
Wuhan Football Club, anteriormente Wuhan Zall Football Club foi um clube profissional de futebol, fundado em 2009, da cidade de Wuhan, Hubei, na China. Em Janeiro de 2023 o clube foi extinto devido a problemas financeiros, e na última temporada foi rebaixado da Superliga Chinesa terminando na 16° posição.

## Uniformes

### 1º Uniforme
| 2020 | 2019 |

### 2º Uniforme
|  |  |  |  |  |  |  |  |  |  |  |  |  |  |  |  |  |  |  |  |  |  |  |  |  |  | 2019 |

## Elenco atual
Atualizado em 4 de março de 2016.
Legenda
- : Capitão
- : Jogador suspenso
- : Jogador lesionado

1. ↑  «2016中甲联赛武汉卓尔队完全名单» (em chinês). Sohu Sports. 4 de março de 2016. Consultado em 14 de março de 2016